# Tiro nos Jogos Olímpicos de Verão de 2020 - Carabina de ar 10 m misto por equipes
A competição da carabina de ar 10 m misto por equipes do tiro nos Jogos Olímpicos de Verão de 2020 foi disputada em 27 de julho de 2021 no Campo de Tiro de Asaka, em Tóquio. Foi a estreia da prova como evento olímpico e contou com um total de 58 atiradores de 20 Comitês Olímpicos Nacionais (CON).

## Calendário
Horário local (UTC+9)
| Data                | Horário | Fase                |
| ------------------- | ------- | ------------------- |
| 27 de julho de 2021 | 13:15   | Qualificação fase 1 |
| 27 de julho de 2021 | 14:00   | Qualificação fase 2 |
| 27 de julho de 2021 | 15:15   | Disputa pelo bronze |
| 27 de julho de 2021 | 15:50   | Final               |

## Medalhistas
| Ouro   | CHN Yang Qian e Yang Haoran           |
| Prata  | USA Mary Tucker e Lucas Kozeniesky    |
| Bronze | ROC Yulia Karimova e Sergey Kamenskiy |

## Recordes
Antes desta competição, os seguintes recordes eram estabelecidos:
| Recordes da qualificação | Recordes da qualificação   | Recordes da qualificação | Recordes da qualificação | Recordes da qualificação |
| ------------------------ | -------------------------- | ------------------------ | ------------------------ | ------------------------ |
| Recorde mundial          | Eszter Dénes / István Péni | 631,7                    | Breslávia                | 28 de fevereiro de 2020  |
| Recorde olímpico         | Não estabelecido           | –                        | –                        | –                        |

Após a competição, os seguintes recordes foram estabelecidos:
| Recorde          | Tipo         | Atiradores                  | Marca | Local  | Data                |
| Recorde mundial  | Qualificação | CHN Yang Qian / Yang Haoran | 633,2 | Tóquio | 27 de julho de 2021 |
| Recorde olímpico | Qualificação | CHN Yang Qian / Yang Haoran | 633,2 | Tóquio | 27 de julho de 2021 |

## Resultados

### Qualificação 1
| Pos. | Atiradores            | CON                 | Séries | Séries | Séries | Total | Notas |
| Pos. | Atiradores            | CON                 | 1      | 2      | 3      | Total | Notas |
| ---- | --------------------- | ------------------- | ------ | ------ | ------ | ----- | ----- |
| 1    | Yang Qian             | CHN China           | 105.3  | 105.6  | 105.3  | 633.2 | Q,    |
| 1    | Yang Haoran           | CHN China           | 105.3  | 105.0  | 106.7  | 633.2 | Q,    |
| 2    | Aneta Stankiewicz     | POL Polônia         | 106.4  | 105.2  | 104.1  | 630.8 | Q     |
| 2    | Tomasz Bartnik        | POL Polônia         | 105.5  | 104.4  | 105.2  | 630.8 | Q     |
| 3    | Kwon Eun-ji           | KOR Coreia do Sul   | 105.0  | 105.3  | 106.1  | 630.5 | Q     |
| 3    | Nam Tae-yun           | KOR Coreia do Sul   | 104.5  | 104.3  | 105.3  | 630.5 | Q     |
| 4    | Anastasiia Galashina  | ROC                 | 104.3  | 105.2  | 105.0  | 629.8 | Q     |
| 4    | Vladimir Maslennikov  | ROC                 | 105.3  | 105.2  | 104.8  | 629.8 | Q     |
| 5    | Alison Weisz          | USA Estados Unidos  | 103.6  | 105.1  | 104.2  | 629.7 | Q     |
| 5    | William Shaner        | USA Estados Unidos  | 105.8  | 105.4  | 105.6  | 629.7 | Q     |
| 6    | Yulia Karimova        | ROC                 | 104.5  | 104.7  | 105.5  | 628.9 | Q     |
| 6    | Sergey Kamenskiy      | ROC                 | 104.8  | 104.3  | 105.1  | 628.9 | Q     |
| 7    | Mary Tucker           | USA Estados Unidos  | 103.8  | 104.2  | 103.6  | 628.0 | Q     |
| 7    | Lucas Kozeniesky      | USA Estados Unidos  | 105.8  | 105.7  | 104.9  | 628.0 | Q     |
| 8    | Eszter Mészáros       | HUN Hungria         | 103.2  | 104.5  | 104.1  | 627.9 | Q     |
| 8    | István Péni           | HUN Hungria         | 105.4  | 105.2  | 105.5  | 627.9 | Q     |
| 9    | Jenny Stene           | NOR Noruega         | 104.7  | 104.0  | 104.0  | 626.8 |       |
| 9    | Jon-Hermann Hegg      | NOR Noruega         | 105.1  | 104.9  | 104.1  | 626.8 |       |
| 10   | Jeanette Hegg Duestad | NOR Noruega         | 104.4  | 106.3  | 105.6  | 626.8 |       |
| 10   | Henrik Larsen         | NOR Noruega         | 104.7  | 103.6  | 102.2  | 626.8 |       |
| 11   | Zhang Yu              | CHN China           | 103.5  | 105.0  | 104.7  | 626.7 |       |
| 11   | Sheng Lihao           | CHN China           | 103.6  | 104.7  | 105.2  | 626.7 |       |
| 12   | Elavenil Valarivan    | IND Índia           | 105.0  | 104.0  | 104.2  | 626.5 |       |
| 12   | Divyansh Singh Panwar | IND Índia           | 103.6  | 104.1  | 105.6  | 626.5 |       |
| 13   | Haruka Nakaguchi      | JPN Japão           | 103.3  | 104.1  | 104.0  | 625.6 |       |
| 13   | Naoya Okada           | JPN Japão           | 104.2  | 105.2  | 104.8  | 625.6 |       |
| 14   | Lin Ying-shin         | TPE Taipé Chinês    | 104.6  | 104.7  | 104.2  | 625.4 |       |
| 14   | Lu Shao-chuan         | TPE Taipé Chinês    | 102.5  | 104.9  | 104.5  | 625.4 |       |
| 15   | Najmeh Khedmati       | IRI Irã             | 104.0  | 103.9  | 105.0  | 624.9 |       |
| 15   | Mahyar Sedaghat       | IRI Irã             | 103.4  | 104.6  | 104.0  | 624.9 |       |
| 16   | Andrea Arsović        | SRB Sérvia          | 103.8  | 104.9  | 104.9  | 624.5 |       |
| 16   | Milutin Stefanović    | SRB Sérvia          | 106.0  | 102.5  | 102.4  | 624.5 |       |
| 17   | Snježana Pejčić       | CRO Croácia         | 103.5  | 102.6  | 103.5  | 624.2 |       |
| 17   | Petar Gorša           | CRO Croácia         | 104.4  | 104.4  | 105.8  | 624.2 |       |
| 18   | Anjum Moudgil         | IND Índia           | 103.0  | 105.0  | 104.4  | 623.8 |       |
| 18   | Deepak Kumar          | IND Índia           | 103.4  | 105.3  | 102.7  | 623.8 |       |
| 19   | Elise Collier         | AUS Austrália       | 103.9  | 105.2  | 104.2  | 623.6 |       |
| 19   | Alex Hoberg           | AUS Austrália       | 103.6  | 103.7  | 103.0  | 623.6 |       |
| 20   | Park Hee-moon         | KOR Coreia do Sul   | 103.5  | 103.5  | 103.9  | 623.3 |       |
| 20   | Kim Sang-do           | KOR Coreia do Sul   | 102.9  | 105.5  | 104.0  | 623.3 |       |
| 21   | Anna Nielsen          | DEN Dinamarca       | 102.7  | 105.0  | 103.7  | 623.1 |       |
| 21   | Steffen Olsen         | DEN Dinamarca       | 103.1  | 104.6  | 104.0  | 623.1 |       |
| 22   | Katarina Kowplos      | AUS Austrália       | 104.7  | 103.4  | 102.7  | 623.1 |       |
| 22   | Dane Sampson          | AUS Austrália       | 104.8  | 103.8  | 103.7  | 623.1 |       |
| 23   | Maria Martynova       | BLR Bielorrússia    | 103.4  | 104.1  | 104.0  | 622.6 |       |
| 23   | Yury Shcherbatsevich  | BLR Bielorrússia    | 103.3  | 104.0  | 103.8  | 622.6 |       |
| 24   | Sofia Ceccarello      | ITA Itália          | 103.8  | 105.0  | 103.7  | 622.1 |       |
| 24   | Marco Suppini         | ITA Itália          | 104.2  | 102.0  | 103.4  | 622.1 |       |
| 25   | Nikola Šarounová      | CZE República Checa | 101.9  | 102.9  | 103.7  | 620.6 |       |
| 25   | David Hrčkulák        | CZE República Checa | 103.2  | 105.2  | 103.7  | 620.6 |       |
| 26   | Shiori Hirata         | JPN Japão           | 104.8  | 103.4  | 103.9  | 620.3 |       |
| 26   | Takayuki Matsumoto    | JPN Japão           | 102.4  | 101.4  | 104.4  | 620.3 |       |
| 27   | Fernanda Russo        | ARG Argentina       | 105.6  | 103.6  | 101.0  | 618.2 |       |
| 27   | Alexis Eberhardt      | ARG Argentina       | 102.1  | 102.4  | 103.5  | 618.2 |       |
| 28   | Alzahraa Shaban       | EGY Egito           | 102.4  | 103.5  | 103.3  | 617.5 |       |
| 28   | Osama El-Saeid        | EGY Egito           | 102.4  | 103.1  | 102.8  | 617.5 |       |
| 29   | Sanja Vukašinović     | SRB Sérvia          | 103.3  | 101.4  | 98.7   | 612.4 |       |
| 29   | Milenko Sebić         | SRB Sérvia          | 102.7  | 103.4  | 102.9  | 612.4 |       |

### Qualificação 2
| Pos. | Atiradores           | CON                | Séries | Séries | Total | Notas |
| Pos. | Atiradores           | CON                | 1      | 2      | Total | Notas |
| ---- | -------------------- | ------------------ | ------ | ------ | ----- | ----- |
| 1    | Yang Qian            | CHN China          | 103.3  | 104.7  | 419.7 | QO    |
| 1    | Yang Haoran          | CHN China          | 106.2  | 105.5  | 419.7 | QO    |
| 2    | Mary Tucker          | USA Estados Unidos | 104.9  | 104.4  | 418.0 | QO    |
| 2    | Lucas Kozeniesky     | USA Estados Unidos | 103.2  | 105.5  | 418.0 | QO    |
| 3    | Kwon Eun-ji          | KOR Coreia do Sul  | 104.9  | 104.1  | 417.5 | QB    |
| 3    | Nam Tae-yun          | KOR Coreia do Sul  | 104.0  | 104.5  | 417.5 | QB    |
| 4    | Yulia Karimova       | ROC                | 104.2  | 103.5  | 417.1 | QB    |
| 4    | Sergey Kamenskiy     | ROC                | 104.5  | 104.9  | 417.1 | QB    |
| 5    | Anastasiia Galashina | ROC                | 104.2  | 103.3  | 417.0 |       |
| 5    | Vladimir Maslennikov | ROC                | 105.7  | 103.8  | 417.0 |       |
| 6    | Alison Weisz         | USA Estados Unidos | 103.7  | 102.8  | 416.8 |       |
| 6    | William Shaner       | USA Estados Unidos | 104.7  | 105.6  | 416.8 |       |
| 7    | Eszter Mészáros      | HUN Hungria        | 101.5  | 105.1  | 414.6 |       |
| 7    | István Péni          | HUN Hungria        | 104.6  | 103.4  | 414.6 |       |
| 8    | Aneta Stankiewicz    | POL Polônia        | 103.3  | 104.5  | 414.0 |       |
| 8    | Tomasz Bartnik       | POL Polônia        | 103.5  | 102.7  | 414.0 |       |

### Finais
| Pos.                | Atiradores                      | CON                | Total |
| ------------------- | ------------------------------- | ------------------ | ----- |
| Disputa pelo ouro   |                                 |                    |       |
| Medalha de ouro     | Yang Qian Yang Haoran           | CHN China          | 17    |
| Medalha de prata    | Mary Tucker Lucas Kozeniesky    | USA Estados Unidos | 13    |
| Disputa pelo bronze |                                 |                    |       |
| Medalha de bronze   | Yulia Karimova Sergey Kamenskiy | ROC                | 17    |
| 4                   | Kwon Eun-ji Nam Tae-yun         | KOR Coreia do Sul  | 9     |